# Oscar voor beste montage
De Academy Award voor beste montage (Engels: Academy Award for Best Film Editing, ook bekend als Oscar voor beste montage) is een jaarlijkse filmprijs van de Academy of Motion Picture Arts and Sciences. De Oscar voor filmeditors werd voor de eerste maal uitgereikt in 1935.

## Winnaars en genomineerden
De winnaars staan bovenaan in vette letters op een gele achtergrond. De overige films en filmeditors die werden genomineerd staan eronder vermeld in alfabetische volgorde.

### 1934-1939
| Jaar                         | Film                             | Filmeditor(s) |
| ---------------------------- | -------------------------------- | ------------- |
| 1934 (7e)                    |                                  |               |
| Eskimo                       | Conrad Nervig                    |               |
| Cleopatra                    | Anne Bauchens                    |               |
| One Night of Love            | Gene Milford                     |               |
| 1935 (8e)                    |                                  |               |
| A Midsummer Night's Dream    | Ralph Dawson                     |               |
| David Copperfield            | Robert J. Kern                   |               |
| The Informer                 | George Hively                    |               |
| Les Misérables               | Barbara McLean                   |               |
| The Lives of a Bengal Lancer | Ellsworth Hoagland               |               |
| Mutiny on the Bounty         | Margaret Booth                   |               |
| 1936 (9e)                    |                                  |               |
| Anthony Adverse              | Ralph Dawson                     |               |
| Come and Get It              | Edward Curtiss                   |               |
| The Great Ziegfeld           | William S. Gray                  |               |
| Lloyd's of London            | Barbara McLean                   |               |
| A Tale of Two Cities         | Conrad A. Nervig                 |               |
| Theodora Goes Wild           | Otto Meyer                       |               |
| 1937 (10e)                   |                                  |               |
| Lost Horizon                 | Gene Havlick en Gene Milford     |               |
| The Awful Truth              | Al Clark                         |               |
| Captains Courageous          | Elmo Veron                       |               |
| The Good Earth               | Basil Wrangell                   |               |
| One Hundred Men and a Girl   | Bernard W. Burton                |               |
| 1938 (11e)                   |                                  |               |
| The Adventures of Robin Hood | Ralph Dawson                     |               |
| Alexander's Ragtime Band     | Barbara McLean                   |               |
| The Great Waltz              | Tom Held                         |               |
| Test Pilot                   | Tom Held                         |               |
| You Can't Take It with You   | Gene Havlick                     |               |
| 1939 (12e)                   |                                  |               |
| Gone with the Wind           | Hal C. Kern en James E. Newcom   |               |
| Goodbye, Mr. Chips           | Charles Frend                    |               |
| Mr. Smith Goes to Washington | Gene Havlick en Al Clark         |               |
| The Rains Came               | Barbara McLean                   |               |
| Stagecoach                   | Otho Lovering en Dorothy Spencer |               |

### 1940-1949
| Jaar                        | Film                           | Filmeditor(s) |
| --------------------------- | ------------------------------ | ------------- |
| 1940 (13e)                  |                                |               |
| North West Mounted Police   | Anne Bauchens                  |               |
| The Grapes of Wrath         | Robert Simpson                 |               |
| The Letter                  | Warren Low                     |               |
| The Long Voyage Home        | Sherman Todd                   |               |
| Rebecca                     | Hal C. Kern                    |               |
| 1941 (14e)                  |                                |               |
| Sergeant York               | William Holmes                 |               |
| Citizen Kane                | Robert Wise                    |               |
| Dr. Jekyll and Mr. Hyde     | Harold F. Kress                |               |
| How Green Was My Valley     | James B. Clark                 |               |
| The Little Foxes            | Daniel Mandell                 |               |
| 1942 (15e)                  |                                |               |
| The Pride of the Yankees    | Daniel Mandell                 |               |
| Mrs. Miniver                | Harold F. Kress                |               |
| The Talk of the Town        | Otto Meyer                     |               |
| This Above All              | Walter Thompson                |               |
| Yankee Doodle Dandy         | George Amy                     |               |
| 1943 (16e)                  |                                |               |
| Air Force                   | George Amy                     |               |
| Casablanca                  | Owen Marks                     |               |
| Five Graves to Cairo        | Doane Harrison                 |               |
| For Whom the Bell Tolls     | Sherman Todd en John Link      |               |
| The Song of Bernadette      | Barbara McLean                 |               |
| 1944 (17e)                  |                                |               |
| Wilson                      | Barbara McLean                 |               |
| Going My Way                | Leroy Stone                    |               |
| Janie                       | Owen Marks                     |               |
| None But the Lonely Heart   | Roland Gross                   |               |
| Since You Went Away         | Hal C. Kern en James E. Newcom |               |
| 1945 (18e)                  |                                |               |
| National Velvet             | Robert J. Kern                 |               |
| The Bells of St. Mary's     | Harry Marker                   |               |
| The Lost Weekend            | Doane Harrison                 |               |
| Objective, Burma!           | George Amy                     |               |
| A Song to Remember          | Charles Nelson                 |               |
| 1946 (19e)                  |                                |               |
| The Best Years of Our Lives | Daniel Mandell                 |               |
| It's a Wonderful Life       | William Hornbeck               |               |
| The Jolson Story            | William Lyon                   |               |
| The Killers                 | Arthur Hilton                  |               |
| The Yearling                | Harold Kress                   |               |
| 1947 (20e)                  |                                |               |
| Body and Soul               | Francis Lyon en Robert Parrish |               |
| The Bishop's Wife           | Monica Collingwood             |               |
| Gentleman's Agreement       | Harmon Jones                   |               |
| Green Dolphin Street        | George White                   |               |
| Odd Man Out                 | Fergus McDonell                |               |
| 1948 (21e)                  |                                |               |
| The Naked City              | Paul Weatherwax                |               |
| Joan of Arc                 | Frank Sullivan                 |               |
| Johnny Belinda              | David Weisbart                 |               |
| Red River                   | Christian Nyby                 |               |
| The Red Shoes               | Reginald Mills                 |               |
| 1949 (22e)                  |                                |               |
| Champion                    | Harry Gerstad                  |               |
| All the King's Men          | Robert Parrish en Al Clark     |               |
| Battleground                | John Dunning                   |               |
| Sands of Iwo Jima           | Richard L. Van Enger           |               |
| The Window                  | Frederic Knudtson              |               |

### 1950-1959
| Jaar                            | Film                                                 | Filmeditor(s) |
| ------------------------------- | ---------------------------------------------------- | ------------- |
| 1950 (23e)                      |                                                      |               |
| King Solomon's Mines            | Ralph E. Winters en Conrad A. Nervig                 |               |
| All About Eve                   | Barbara McLean                                       |               |
| Annie Get Your Gun              | James E. Newcom                                      |               |
| Sunset Blvd.                    | Arthur Schmidt en Doane Harrison                     |               |
| The Third Man                   | Oswald Hafenrichter                                  |               |
| 1951 (24e)                      |                                                      |               |
| A Place in the Sun              | William Hornbeck                                     |               |
| An American in Paris            | Adrienne Fazan                                       |               |
| Decision Before Dawn            | Dorothy Spencer                                      |               |
| Quo Vadis                       | Ralph E. Winters                                     |               |
| The Well                        | Chester Schaeffer                                    |               |
| 1952 (25e)                      |                                                      |               |
| High Noon                       | Elmo Williams en Harry Gerstad                       |               |
| Come Back, Little Sheba         | Warren Low                                           |               |
| Flat Top                        | William Austin                                       |               |
| The Greatest Show on Earth      | Anne Bauchens                                        |               |
| Moulin Rouge                    | Ralph Kemplen                                        |               |
| 1953 (26e)                      |                                                      |               |
| From Here to Eternity           | William Lyon                                         |               |
| Crazylegs                       | Irvine (Cotton) Warburton                            |               |
| The Moon Is Blue                | Otto Ludwig                                          |               |
| Roman Holiday                   | Robert Swink                                         |               |
| The War of the Worlds           | Everett Douglas                                      |               |
| 1954 (27e)                      |                                                      |               |
| On the Waterfront               | Gene Milford                                         |               |
| 20,000 Leagues Under the Sea    | Elmo Williams                                        |               |
| The Caine Mutiny                | William A. Lyon en Henry Batista                     |               |
| The High and the Mighty         | Ralph Dawson                                         |               |
| Seven Brides for Seven Brothers | Ralph E. Winters                                     |               |
| 1955 (28e)                      |                                                      |               |
| Picnic                          | Charles Nelson en William A. Lyon                    |               |
| Blackboard Jungle               | Ferris Webster                                       |               |
| The Bridges at Toko-Ri          | Alma Macrorie                                        |               |
| Oklahoma!                       | Gene Ruggiero en George Boemler                      |               |
| The Rose Tattoo                 | Warren Low                                           |               |
| 1956 (29e)                      |                                                      |               |
| Around the World in 80 Days     | Gene Ruggiero en Paul Weatherwax                     |               |
| The Brave One                   | Merrill G. White                                     |               |
| Giant                           | William Hornbeck, Philip W. Anderson en Fred Bohanan |               |
| Somebody Up There Likes Me      | Albert Akst                                          |               |
| The Ten Commandments            | Anne Bauchens                                        |               |
| 1957 (30e)                      |                                                      |               |
| The Bridge on the River Kwai    | Peter Taylor                                         |               |
| Gunfight at the O.K. Corral     | Warren Low                                           |               |
| Pal Joey                        | Viola Lawrence en Jerome Thoms                       |               |
| Sayonara                        | Arthur P. Schmidt en Philip W. Anderson              |               |
| Witness for the Prosecution     | Daniel Mandell                                       |               |
| 1958 (31e)                      |                                                      |               |
| Gigi                            | Adrienne Fazan                                       |               |
| Auntie Mame                     | William Ziegler                                      |               |
| Cowboy                          | William A. Lyon en Al Clark                          |               |
| The Defiant Ones                | Frederic Knudtson                                    |               |
| I Want to Live!                 | William Hornbeck                                     |               |
| 1959 (32e)                      |                                                      |               |
| Ben-Hur                         | Ralph E. Winters en John D. Dunning                  |               |
| Anatomy of a Murder             | Louis R. Loeffler                                    |               |
| North by Northwest              | George Tomasini                                      |               |
| The Nun's Story                 | Walter Thompson                                      |               |
| On the Beach                    | Frederic Knudtson                                    |               |

### 1960-1969
| Jaar                                             | Film                                                              | Filmeditor(s) |
| ------------------------------------------------ | ----------------------------------------------------------------- | ------------- |
| 1960 (33e)                                       |                                                                   |               |
| The Apartment                                    | Daniel Mandell                                                    |               |
| The Alamo                                        | Stuart Gilmore                                                    |               |
| Inherit the Wind                                 | Frederic Knudtson                                                 |               |
| Pepe                                             | Viola Lawrence en Al Clark                                        |               |
| Spartacus                                        | Robert Lawrence                                                   |               |
| 1961 (34e)                                       |                                                                   |               |
| West Side Story                                  | Thomas Stanford                                                   |               |
| Fanny                                            | William H. Reynolds                                               |               |
| The Guns of Navarone                             | Alan Osbiston                                                     |               |
| Judgment at Nuremberg                            | Frederic Knudtson                                                 |               |
| The Parent Trap                                  | Philip W. Anderson                                                |               |
| 1962 (35e)                                       |                                                                   |               |
| Lawrence of Arabia                               | Anne Coates                                                       |               |
| The Longest Day                                  | Samuel E. Beetley                                                 |               |
| The Manchurian Candidate                         | Ferris Webster                                                    |               |
| Meredith Willson's The Music Man                 | William Ziegler                                                   |               |
| Mutiny on the Bounty                             | John McSweeney jr.                                                |               |
| 1963 (36e)                                       |                                                                   |               |
| How the West Was Won                             | Harold F. Kress                                                   |               |
| The Cardinal                                     | Louis R. Loeffler                                                 |               |
| Cleopatra                                        | Dorothy Spencer                                                   |               |
| The Great Escape                                 | Ferris Webster                                                    |               |
| It's a Mad, Mad, Mad, Mad World                  | Frederic Knudtson, Robert C. Jones en Gene Fowler jr.             |               |
| 1964 (37e)                                       |                                                                   |               |
| Mary Poppins                                     | Cotton Warburton                                                  |               |
| Becket                                           | Anne Coates                                                       |               |
| Father Goose                                     | Ted J. Kent                                                       |               |
| Hush... Hush, Sweet Charlotte                    | Michael Luciano                                                   |               |
| My Fair Lady                                     | William Ziegler                                                   |               |
| 1965 (38e)                                       |                                                                   |               |
| The Sound of Music                               | William Reynolds                                                  |               |
| Cat Ballou                                       | Charles Nelson                                                    |               |
| Doctor Zhivago                                   | Norman Savage                                                     |               |
| The Flight of the Phoenix                        | Michael Luciano                                                   |               |
| The Great Race                                   | Ralph E. Winters                                                  |               |
| 1966 (39e)                                       |                                                                   |               |
| Grand Prix                                       | Fredric Steinkamp, Henry Berman, Stewart Linder en Frank Santillo |               |
| Fantastic Voyage                                 | William B. Murphy                                                 |               |
| The Russians Are Coming, the Russians Are Coming | Hal Ashby en J. Terry Williams                                    |               |
| The Sand Pebbles                                 | William Reynolds                                                  |               |
| Who's Afraid of Virginia Woolf?                  | Sam O'Steen                                                       |               |
| 1967 (40e)                                       |                                                                   |               |
| In the Heat of the Night                         | Hal Ashby                                                         |               |
| Beach Red                                        | Frank P. Keller                                                   |               |
| The Dirty Dozen                                  | Michael Luciano                                                   |               |
| Doctor Dolittle                                  | Samuel E. Beetley en Marjorie Fowler                              |               |
| Guess Who's Coming to Dinner                     | Robert C. Jones                                                   |               |
| 1968 (41e)                                       |                                                                   |               |
| Bullitt                                          | Frank P. Keller                                                   |               |
| Funny Girl                                       | Robert Swink, Maury Winetrobe en William Sands                    |               |
| The Odd Couple                                   | Frank Bracht                                                      |               |
| Oliver!                                          | Ralph Kemplen                                                     |               |
| Wild in the Streets                              | Fred Feitshans en Eve Newman                                      |               |
| 1969 (42e)                                       |                                                                   |               |
| Z                                                | Françoise Bonnot                                                  |               |
| Hello, Dolly!                                    | William Reynolds                                                  |               |
| Midnight Cowboy                                  | Hugh A. Robertson                                                 |               |
| The Secret of Santa Vittoria                     | William Lyon en Earle Herdan                                      |               |
| They Shoot Horses, Don't They?                   | Fredric Steinkamp                                                 |               |

### 1970-1979
| Jaar                               | Film                                                               | Filmeditor(s) |
| ---------------------------------- | ------------------------------------------------------------------ | ------------- |
| 1970 (43e)                         |                                                                    |               |
| Patton                             | Hugh S. Fowler                                                     |               |
| Airport                            | Stuart Gilmore                                                     |               |
| M*A*S*H                            | Danford B. Greene                                                  |               |
| Tora! Tora! Tora!                  | James E. Newcom, Pembroke J. Herring en Inoue Chikaya              |               |
| Woodstock                          | Thelma Schoonmaker                                                 |               |
| 1971 (44e)                         |                                                                    |               |
| The French Connection              | Jerry Greenberg                                                    |               |
| The Andromeda Strain               | Stuart Gilmore en John W. Holmes                                   |               |
| A Clockwork Orange                 | Bill Butler                                                        |               |
| Kotch                              | Ralph E. Winters                                                   |               |
| Summer of '42                      | Folmar Blangsted                                                   |               |
| 1972 (45e)                         |                                                                    |               |
| Cabaret                            | David Bretherton                                                   |               |
| Deliverance                        | Tom Priestley                                                      |               |
| The Godfather                      | William Reynolds en Peter Zinner                                   |               |
| The Hot Rock                       | Frank P. Keller en Fred W. Berger                                  |               |
| The Poseidon Adventure             | Harold F. Kress                                                    |               |
| 1973 (46e)                         |                                                                    |               |
| The Sting                          | William Reynolds                                                   |               |
| American Graffiti                  | Verna Fields en Marcia Lucas                                       |               |
| The Day of the Jackal              | Ralph Kemplen                                                      |               |
| The Exorcist                       | Jordan Leondopoulos, Bud Smith, Evan Lottman en Norman Gay         |               |
| Jonathan Livingston Seagull        | Frank P. Keller en James Galloway                                  |               |
| 1974 (47e)                         |                                                                    |               |
| The Towering Inferno               | Harold F. Kress en Carl Kress                                      |               |
| Blazing Saddles                    | John C. Howard en Danford Greene                                   |               |
| Chinatown                          | Sam O'Steen                                                        |               |
| Earthquake                         | Dorothy Spencer                                                    |               |
| The Longest Yard                   | Michael Luciano                                                    |               |
| 1975 (48e)                         |                                                                    |               |
| Jaws                               | Verna Fields                                                       |               |
| Dog Day Afternoon                  | Dede Allen                                                         |               |
| The Man Who Would Be King          | Russell Lloyd                                                      |               |
| One Flew Over the Cuckoo's Nest    | Richard Chew, Lynzee Klingman en Sheldon Kahn                      |               |
| Three Days of the Condor           | Fredric Steinkamp en Don Guidice                                   |               |
| 1976 (49e)                         |                                                                    |               |
| Rocky                              | Richard Halsey en Scott Conrad                                     |               |
| All the President's Men            | Robert L. Wolfe                                                    |               |
| Bound for Glory                    | Robert Jones en Pembroke J. Herring                                |               |
| Network                            | Alan Heim                                                          |               |
| Two-Minute Warning                 | Eve Newman en Walter Hannemann                                     |               |
| 1977 (50e)                         |                                                                    |               |
| Star Wars                          | Paul Hirsch, Marcia Lucas en Richard Chew                          |               |
| Close Encounters of the Third Kind | Michael Kahn                                                       |               |
| Julia                              | Walter Murch                                                       |               |
| Smokey and the Bandit              | Walter Hannemann en Angelo Ross                                    |               |
| The Turning Point                  | William Reynolds                                                   |               |
| 1978 (51e)                         |                                                                    |               |
| The Deer Hunter                    | Peter Zinner                                                       |               |
| The Boys from Brazil               | Robert E. Swink                                                    |               |
| Coming Home                        | Don Zimmerman                                                      |               |
| Midnight Express                   | Gerry Hambling                                                     |               |
| Superman                           | Stuart Baird                                                       |               |
| 1979 (52e)                         |                                                                    |               |
| All That Jazz                      | Alan Heim                                                          |               |
| Apocalypse Now                     | Richard Marks, Walter Murch, Gerald B. Greenberg en Lisa Fruchtman |               |
| The Black Stallion                 | Robert Dalva                                                       |               |
| Kramer vs. Kramer                  | Jerry Greenberg                                                    |               |
| The Rose                           | Robert L. Wolfe en C. Timothy O'Meara                              |               |

### 1980-1989
| Jaar                          | Film                                                                       | Filmeditor(s) |
| ----------------------------- | -------------------------------------------------------------------------- | ------------- |
| 1980 (53e)                    |                                                                            |               |
| Raging Bull                   | Thelma Schoonmaker                                                         |               |
| Coal Miner's Daughter         | Arthur Schmidt                                                             |               |
| The Competition               | David Blewitt                                                              |               |
| The Elephant Man              | Anne V. Coates                                                             |               |
| Fame                          | Gerry Hambling                                                             |               |
| 1981 (54e)                    |                                                                            |               |
| Raiders of the Lost Ark       | Michael Kahn                                                               |               |
| Chariots of Fire              | Terry Rawlings                                                             |               |
| The French Lieutenant's Woman | John Bloom                                                                 |               |
| On Golden Pond                | Robert L. Wolfe                                                            |               |
| Reds                          | Dede Allen en Craig McKay                                                  |               |
| 1982 (55e)                    |                                                                            |               |
| Gandhi                        | John Bloom                                                                 |               |
| Das Boot                      | Hannes Nikel                                                               |               |
| E.T. the Extra-Terrestrial    | Carol Littleton                                                            |               |
| An Officer and a Gentleman    | Peter Zinner                                                               |               |
| Tootsie                       | Fredric Steinkamp en William Steinkamp                                     |               |
| 1983 (56e)                    |                                                                            |               |
| The Right Stuff               | Glenn Farr, Lisa Fruchtman, Stephen A. Rotter, Douglas Stewart en Tom Rolf |               |
| Blue Thunder                  | Frank Morriss en Edward Abroms                                             |               |
| Flashdance                    | Bud Smith en Walt Mulconery                                                |               |
| Silkwood                      | Sam O'Steen                                                                |               |
| Terms of Endearment           | Richard Marks                                                              |               |
| 1984 (57e)                    |                                                                            |               |
| The Killing Fields            | Jim Clark                                                                  |               |
| Amadeus                       | Nena Danevic en Michael Chandler                                           |               |
| The Cotton Club               | Barry Malkin en Robert Q. Lovett                                           |               |
| A Passage to India            | David Lean                                                                 |               |
| Romancing the Stone           | Donn Cambern en Frank Morriss                                              |               |
| 1985 (58e)                    |                                                                            |               |
| Witness                       | Thom Noble                                                                 |               |
| A Chorus Line                 | John Bloom                                                                 |               |
| Out of Africa                 | Fredric Steinkamp, William Steinkamp, Pembroke Herring en Sheldon Kahn     |               |
| Prizzi's Honor                | Rudi Fehr en Kaja Fehr                                                     |               |
| Runaway Train                 | Henry Richardson                                                           |               |
| 1986 (59e)                    |                                                                            |               |
| Platoon                       | Claire Simpson                                                             |               |
| Aliens                        | Ray Lovejoy                                                                |               |
| Hannah and Her Sisters        | Susan E. Morse                                                             |               |
| The Mission                   | Jim Clark                                                                  |               |
| Top Gun                       | Billy Weber en Chris Lebenzon                                              |               |
| 1987 (60e)                    |                                                                            |               |
| The Last Emperor              | Gabriella Cristiani                                                        |               |
| Broadcast News                | Richard Marks                                                              |               |
| Empire of the Sun             | Michael Kahn                                                               |               |
| Fatal Attraction              | Michael Kahn en Peter E. Berger                                            |               |
| RoboCop                       | Frank J. Urioste                                                           |               |
| 1988 (61e)                    |                                                                            |               |
| Who Framed Roger Rabbit       | Arthur Schmidt                                                             |               |
| Die Hard                      | Frank J. Urioste en John F. Link                                           |               |
| Gorillas in the Mist          | Stuart Baird                                                               |               |
| Mississippi Burning           | Gerry Hambling                                                             |               |
| Rain Man                      | Stu Linder                                                                 |               |
| 1989 (62e)                    |                                                                            |               |
| Born on the Fourth of July    | David Brenner en Joe Hutshing                                              |               |
| The Bear                      | Noëlle Boisson                                                             |               |
| Driving Miss Daisy            | Mark Warner                                                                |               |
| The Fabulous Baker Boys       | William Steinkamp                                                          |               |
| Glory                         | Steven Rosenblum                                                           |               |

### 1990-1999
| Jaar                       | Film                                                                                | Filmeditor(s) |
| -------------------------- | ----------------------------------------------------------------------------------- | ------------- |
| 1990 (63e)                 |                                                                                     |               |
| Dances with Wolves         | Neil Travis                                                                         |               |
| Ghost                      | Walter Murch                                                                        |               |
| The Godfather Part III     | Barry Malkin, Lisa Fruchtman en Walter Murch                                        |               |
| Goodfellas                 | Thelma Schoonmaker                                                                  |               |
| The Hunt for Red October   | Dennis Virkler en John Wright                                                       |               |
| 1991 (64e)                 |                                                                                     |               |
| JFK                        | Joe Hutshing en Pietro Scalia                                                       |               |
| The Commitments            | Gerry Hambling                                                                      |               |
| The Silence of the Lambs   | Craig McKay                                                                         |               |
| Terminator 2: Judgment Day | Conrad Buff, Mark Goldblatt en Richard A. Harris                                    |               |
| Thelma & Louise            | Thom Noble                                                                          |               |
| 1992 (65e)                 |                                                                                     |               |
| Unforgiven                 | Joel Cox                                                                            |               |
| Basic Instinct             | Frank J. Urioste                                                                    |               |
| The Crying Game            | Kant Pan                                                                            |               |
| A Few Good Men             | Robert Leighton                                                                     |               |
| The Player                 | Geraldine Peroni                                                                    |               |
| 1993 (66e)                 |                                                                                     |               |
| Schindler's List           | Michael Kahn                                                                        |               |
| The Fugitive               | Dennis Virkler, David Finfer, Dean Goodhill, Don Brochu, Richard Nord en Dov Hoenig |               |
| In the Line of Fire        | Anne V. Coates                                                                      |               |
| In the Name of the Father  | Gerry Hambling                                                                      |               |
| The Piano                  | Veronika Jenet                                                                      |               |
| 1994 (67e)                 |                                                                                     |               |
| Forrest Gump               | Arthur Schmidt                                                                      |               |
| Hoop Dreams                | Frederick Marx, Steve James en Bill Haugse                                          |               |
| Pulp Fiction               | Sally Menke                                                                         |               |
| The Shawshank Redemption   | Richard Francis-Bruce                                                               |               |
| Speed                      | John Wright                                                                         |               |
| 1995 (68e)                 |                                                                                     |               |
| Apollo 13                  | Mike Hill en Dan Hanley                                                             |               |
| Babe                       | Marcus D'Arcy en Jay Friedkin                                                       |               |
| Braveheart                 | Steven Rosenblum                                                                    |               |
| Crimson Tide               | Chris Lebenzon                                                                      |               |
| Seven                      | Richard Francis-Bruce                                                               |               |
| 1996 (69e)                 |                                                                                     |               |
| The English Patient        | Walter Murch                                                                        |               |
| Evita                      | Gerry Hambling                                                                      |               |
| Fargo                      | Roderick Jaynes                                                                     |               |
| Jerry Maguire              | Joe Hutshing                                                                        |               |
| Shine                      | Pip Karmel                                                                          |               |
| 1997 (70e)                 |                                                                                     |               |
| Titanic                    | Conrad Buff, James Cameron en Richard A. Harris                                     |               |
| Air Force One              | Richard Francis-Bruce                                                               |               |
| As Good as It Gets         | Richard Marks                                                                       |               |
| Good Will Hunting          | Pietro Scalia                                                                       |               |
| L.A. Confidential          | Peter Honess                                                                        |               |
| 1998 (71e)                 |                                                                                     |               |
| Saving Private Ryan        | Michael Kahn                                                                        |               |
| Life Is Beautiful          | Simona Paggi                                                                        |               |
| Out of Sight               | Anne V. Coates                                                                      |               |
| Shakespeare in Love        | David Gamble                                                                        |               |
| The Thin Red Line          | Billy Weber, Leslie Jones en Saar Klein                                             |               |
| 1999 (72e)                 |                                                                                     |               |
| The Matrix                 | Zach Staenberg                                                                      |               |
| American Beauty            | Tariq Anwar en Christopher Greenbury                                                |               |
| The Cider House Rules      | Lisa Zeno Churgin                                                                   |               |
| The Insider                | William Goldenberg, Paul Rubell en David Rosenbloom                                 |               |
| The Sixth Sense            | Andrew Mondshein                                                                    |               |

### 2000-2009
| Jaar                                              | Film                                                | Filmeditor(s) |
| ------------------------------------------------- | --------------------------------------------------- | ------------- |
| 2000 (73e)                                        |                                                     |               |
| Traffic                                           | Stephen Mirrione                                    |               |
| Almost Famous                                     | Joe Hutshing en Saar Klein                          |               |
| Crouching Tiger, Hidden Dragon                    | Tim Squyres                                         |               |
| Gladiator                                         | Pietro Scalia                                       |               |
| Wonder Boys                                       | Dede Allen                                          |               |
| 2001 (74e)                                        |                                                     |               |
| Black Hawk Down                                   | Pietro Scalia                                       |               |
| A Beautiful Mind                                  | Mike Hill en Dan Hanley                             |               |
| The Lord of the Rings: The Fellowship of the Ring | John Gilbert                                        |               |
| Memento                                           | Dody Dorn                                           |               |
| Moulin Rouge!                                     | Jill Bilcock                                        |               |
| 2002 (75e)                                        |                                                     |               |
| Chicago                                           | Martin Walsh                                        |               |
| Gangs of New York                                 | Thelma Schoonmaker                                  |               |
| The Hours                                         | Peter Boyle                                         |               |
| The Lord of the Rings: The Two Towers             | Michael Horton                                      |               |
| The Pianist                                       | Hervé de Luze                                       |               |
| 2003 (76e)                                        |                                                     |               |
| The Lord of the Rings: The Return of the King     | Jamie Selkirk                                       |               |
| City of God                                       | Daniel Rezende                                      |               |
| Cold Mountain                                     | Walter Murch                                        |               |
| Master and Commander: The Far Side of the World   | Lee Smith                                           |               |
| Seabiscuit                                        | William Goldenberg                                  |               |
| 2004 (77e)                                        |                                                     |               |
| The Aviator                                       | Thelma Schoonmaker                                  |               |
| Collateral                                        | Jim Miller en Paul Rubell                           |               |
| Finding Neverland                                 | Matt Chesse                                         |               |
| Million Dollar Baby                               | Joel Cox                                            |               |
| Ray                                               | Paul Hirsch                                         |               |
| 2005 (78e)                                        |                                                     |               |
| Crash                                             | Hughes Winborne                                     |               |
| Cinderella Man                                    | Mike Hill en Dan Hanley                             |               |
| The Constant Gardener                             | Claire Simpson                                      |               |
| Munich                                            | Michael Kahn                                        |               |
| Walk the Line                                     | Michael McCusker                                    |               |
| 2006 (79e)                                        |                                                     |               |
| The Departed                                      | Thelma Schoonmaker                                  |               |
| Babel                                             | Stephen Mirrione en Douglas Crise                   |               |
| Blood Diamond                                     | Steven Rosenblum                                    |               |
| Children of Men                                   | Alex Rodríguez en Alfonso Cuarón                    |               |
| United 93                                         | Clare Douglas, Christopher Rouse en Richard Pearson |               |
| 2007 (80e)                                        |                                                     |               |
| The Bourne Ultimatum                              | Christopher Rouse                                   |               |
| The Diving Bell and the Butterfly                 | Juliette Welfling                                   |               |
| Into the Wild                                     | Jay Cassidy                                         |               |
| No Country for Old Men                            | Roderick Jaynes                                     |               |
| There Will Be Blood                               | Dylan Tichenor                                      |               |
| 2008 (81e)                                        |                                                     |               |
| Slumdog Millionaire                               | Chris Dickens                                       |               |
| The Curious Case of Benjamin Button               | Kirk Baxter en Angus Wall                           |               |
| The Dark Knight                                   | Lee Smith                                           |               |
| Frost/Nixon                                       | Mike Hill en Dan Hanley                             |               |
| Milk                                              | Elliot Graham                                       |               |
| 2009 (82e)                                        |                                                     |               |
| The Hurt Locker                                   | Bob Murawski en Chris Innis                         |               |
| Avatar                                            | Stephen Rivkin, John Refoua en James Cameron        |               |
| District 9                                        | Julian Clarke                                       |               |
| Inglourious Basterds                              | Sally Menke                                         |               |
| Precious: Based on the Novel "Push" by Sapphire   | Joe Klotz                                           |               |

### 2010-2019
| Jaar                                      | Film                                              | Filmeditor(s) |
| ----------------------------------------- | ------------------------------------------------- | ------------- |
| 2010 (83e)                                |                                                   |               |
| The Social Network                        | Angus Wall en Kirk Baxter                         |               |
| 127 Hours                                 | Jon Harris                                        |               |
| Black Swan                                | Andrew Weisblum                                   |               |
| The Fighter                               | Pamela Martin                                     |               |
| The King's Speech                         | Tariq Anwar                                       |               |
| 2011 (84e)                                |                                                   |               |
| The Girl with the Dragon Tattoo           | Kirk Baxter en Angus Wall                         |               |
| The Artist                                | Anne-Sophie Bion en Michel Hazanavicius           |               |
| The Descendants                           | Kevin Tent                                        |               |
| Hugo                                      | Thelma Schoonmaker                                |               |
| Moneyball                                 | Christopher Tellefsen                             |               |
| 2012 (85e)                                |                                                   |               |
| Argo                                      | William Goldenberg                                |               |
| Life of Pi                                | Tim Squyres                                       |               |
| Lincoln                                   | Michael Kahn                                      |               |
| Silver Linings Playbook                   | Jay Cassidy en Crispin Struthers                  |               |
| Zero Dark Thirty                          | Dylan Tichenor en William Goldenberg              |               |
| 2013 (86e)                                |                                                   |               |
| Gravity                                   | Alfonso Cuarón en Mark Sanger                     |               |
| 12 Years a Slave                          | Joe Walker                                        |               |
| American Hustle                           | Jay Cassidy, Crispin Struthers en Alan Baumgarten |               |
| Captain Phillips                          | Christopher Rouse                                 |               |
| Dallas Buyers Club                        | John Mac McMurphy en Martin Pensa                 |               |
| 2014 (87e)                                |                                                   |               |
| Whiplash                                  | Tom Cross                                         |               |
| American Sniper                           | Joel Cox en Gary D. Roach                         |               |
| Boyhood                                   | Sandra Adair                                      |               |
| The Grand Budapest Hotel                  | Barney Pilling                                    |               |
| The Imitation Game                        | William Goldenberg                                |               |
| 2015 (88e)                                |                                                   |               |
| Mad Max: Fury Road                        | Margaret Sixel                                    |               |
| The Big Short                             | Hank Corwin                                       |               |
| The Revenant                              | Stephen Mirrione                                  |               |
| Spotlight                                 | Tom McArdle                                       |               |
| Star Wars: The Force Awakens              | Maryann Brandon en Mary Jo Markey                 |               |
| 2016 (89e)                                |                                                   |               |
| Hacksaw Ridge                             | John Gilbert                                      |               |
| Arrival                                   | Joe Walker                                        |               |
| Hell or High Water                        | Jake Roberts                                      |               |
| La La Land                                | Tom Cross                                         |               |
| Moonlight                                 | Nat Sanders en Joi McMillon                       |               |
| 2017 (90e)                                |                                                   |               |
| Dunkirk                                   | Lee Smith                                         |               |
| Baby Driver                               | Paul Machliss en Jonathan Amos                    |               |
| I, Tonya                                  | Tatiana S. Riegel                                 |               |
| The Shape of Water                        | Sidney Wolinsky                                   |               |
| Three Billboards Outside Ebbing, Missouri | Jon Gregory                                       |               |
| 2018 (91e)                                |                                                   |               |
| Bohemian Rhapsody                         | John Ottman                                       |               |
| BlacKkKlansman                            | Barry Alexander Brown                             |               |
| The Favourite                             | Yorgos Mavropsaridis                              |               |
| Green Book                                | Patrick J. Don Vito                               |               |
| Vice                                      | Hank Corwin                                       |               |
| 2019 (92e)                                |                                                   |               |
| Ford v Ferrari                            | Michael McCusker en Andrew Buckland               |               |
| The Irishman                              | Thelma Schoonmaker                                |               |
| Jojo Rabbit                               | Tom Eagles                                        |               |
| Joker                                     | Jeff Groth                                        |               |
| Parasite                                  | Yang Jinmo                                        |               |

### 2020-2029
| Jaar                              | Film                              | Filmeditor(s) |
| --------------------------------- | --------------------------------- | ------------- |
| 2020 (93e)                        |                                   |               |
| Sound of Metal                    | Mikkel E.G. Nielsen               |               |
| The Father                        | Yorgos Lamprinos                  |               |
| Nomadland                         | Chloé Zhao                        |               |
| Promising Young Woman             | Frédéric Thoraval                 |               |
| The Trial of the Chicago 7        | Alan Baumgarten                   |               |
| 2021 (94e)                        |                                   |               |
| Dune                              | Joe Walker                        |               |
| Don't Look Up                     | Hank Corwin                       |               |
| King Richard                      | Pamela Martin                     |               |
| The Power of the Dog              | Peter Sciberras                   |               |
| Tick, Tick... Boom!               | Myron Kerstein en Andrew Weisblum |               |
| 2022 (95e)                        |                                   |               |
| Everything Everywhere All at Once | Paul Rogers                       |               |
| The Banshees of Inisherin         | Mikkel E.G. Nielsen               |               |
| Elvis                             | Matt Villa en Jonathan Redmond    |               |
| Tár                               | Monika Willi                      |               |
| Top Gun: Maverick                 | Eddie Hamilton                    |               |
| 2023 (96e)                        |                                   |               |
| Oppenheimer                       | Jennifer Lame                     |               |
| Anatomy of a Fall                 | Laurent Sénéchal                  |               |
| The Holdovers                     | Kevin Tent                        |               |
| Killers of the Flower Moon        | Thelma Schoonmaker                |               |
| Poor Things                       | Yorgos Mavropsaridis              |               |
| 2024 (97ste)                      |                                   |               |
| Anora                             | Sean Baker                        |               |
| The Brutalist                     | David Jancso                      |               |
| Conclave                          | Nick Emerson                      |               |
| Emilia Pérez                      | Juliette Welfling                 |               |
| Wicked                            | Myron Kerstein                    |               |